# Distretto di Senboku (Osaka)
Il distretto di Senboku (泉北郡, Senboku-gun?) è uno dei distretti della prefettura di Osaka, in Giappone. Ha una superficie di 4,03 km² e nel 2010 contava 18 289 abitanti, per una densità di 4538,21 ab./km². I nuclei familiari erano 7.582.
Attualmente fa parte del distretto solo la cittadina di Tadaoka e gli uffici del distretto sono presso il municipio della stessa Tadaoka.